# 면흔
서회친왕(瑞懷親王), 1805년 2월 5일 ~ 1828년 8월 19일)은 중국 청나라 제7대 황제 가경제(嘉慶帝)의 적자(嫡子) 가운데 한 사람이며 청나라 제8대 황제 도광제(道光帝)의 이복 동생으로 이름은 아이신줴뤄 몐신(愛新覺羅 綿忻, 애신각라 면흔)이다.

## 가족 관계
동복 형으로는 돈각친왕(惇恪親王)이 있으며 아들로는 서민군왕(瑞敏郡王)이 있다.